# Cornel Nistea
Cornel Nistea (n. 6 august 1939, Valea Largă, Alba) este un scriitor, romancier, eseist, publicist și om de cultură român contemporan, membru al Uniunii Scriitorilor din România din anul 2003.

## Biografie
Cornel Nistea s-a născut la 6 august 1939, în satul Valea Largă, comuna Sălciua, județul Alba, pe Valea Arieșului din părinți Gheorghe și Victoria (născută Belea), o familie de țărani mijlocași cu șase copii. Copilăria îi va fi afectată mai întâi de drama ultimilor ani de război, de spaima că tatăl, mobilizat în Batalionul Fix în comuna natală cu misiunea de a opri înaintarea trupelor hortiste care înaintau pe Valea Arieșului, să nu moară împușcat. La acesta se vor adăuga furia cu care s-a instaurat dictatura comunistă, impunerea cotelor, excluderea tatălui din partid, bănuit că ar fi făcut parte din Garda de Fier, desele conflicte familiale și eșecul școlar din clasa întâi datorită relelor tratamente ale învățătorului, care îi aplică o bătaie bestială și care îl face pe copil să urască dascălii și școala. După absolvirea școlii elementare în comuna natală, intră la Liceul teoretic din Baia de Arieș, exmatriculat după trei luni din acuza absențelor și corigențelor. Încearcă să urmeze același liceu la fără frecvență, dar este dat afară din examenul scris la fizică de către profesorul Țigărea pe motiv că s-ar fi uitat în spate. După ce la același liceu, vor eșua într-un mod asemănător și cei doi frați mai mici, va fi tot mai clar că era vorba de o intervenție a politicului, deoarece tatăl refuzase să se înscrie întovărășirea ce tocmai se înființase în sat. Urmează, nu fără peripeții, o școală silvică de trei ani în orașul Câmpeni după absolvirea căreia este repartizat să muncească la Ocolul silvic din Aiud. Aici va urma cursurile liceului seral. Cum locuiește între gară, pușcărie și cimitirul acesteia, este impresionat de convoaiele de deținuți politici ce sunt duși cu lanțuri la mâini și la picioare, dar și de zgomotul căruțelor ce duc noaptea deținuții decedați sau uciși în cimitirul fără cruci pe care din când în când îl vizitează.
În anul 1960, participă la un concurs literar la care obține locul doi pe țară, moment care îl face să se decidă să urmeze filologia. Astfel între anii 1962-1967 frecventează cursurile Facultății de filologie a Universității Babeș-Bolyai din Cluj. După stagiul militar, este profesor la Școala generală din comuna Berghin, județul Alba. Va fi patru ani inspector la Comitetul de cultură și artă al județului Alba (1968-1973)  și apoi președinte a Filialei de Etnografie și Folclor a județului Alba (1973-1990). Reintră în învățământ, face o navetă grea, dar citește mult, scrie literatură și începe să publice în revistele literare.
Se căsătorește cu Maria Dan cu care are doi copii, Andrada-Cornelia (n. 1969), care va studia medicina, și Iulian (n. 1972), care va fi preot ortodox la Paris (începând cu anul 2002).
După decembrie 1989 se implică civic și cultural în viața cetății: este consilier local (și șeful comisiei de învățământ și cultură) al orașului Alba Iulia (1992-2000), publică peste 300 de articole de presă, cele mai multe în ziarul Unirea (Alba Iulia), în rubricile „Tableta de Joi” (1990-1991) și caseta cu paradoxuri (1993-1995), ca și în Ulpia Jurnal la rubrica „Jurnal de scriitor” (2005-2006).
Redactor la revista „Discobolul” din Alba Iulia încă de la apariția ei în 1990; profesor de limba și literatura română mai mulți ani la mai multe licee din Alba Iulia.
Pe 30 octombrie 2014, la Alba Iulia a avut loc un moment aniversar prilejuit de împlinirea a 75 de ani de la naștere a scriitorului Cornel Nistea, ocazie cu care autorul și-a lansat cartea de proză scurtă „Ultimul în Eden”, dar și volumul de critică literară dedicat scriitorului „Cornel Nistea în opinii critice”. Evenimentul a fost organizat de Consiliul Județean Alba, Biblioteca Județeană ”Lucian Blaga” Alba și Uniunea Scriitorilor din România, filiala Alba-Hunedoara. Au prezentat scriitorul Aurel Pantea, președintele USR, filiala Alba-Hunedoara, și Mioara Pop, directorul bibliotecii județene.
Pe 3 august 2019, la Centrul Cultural Castel Sâncrai a avut loc un eveniment cultural ocazionat de aniversarea a 80 de ani de viață dar și a 40 de ani de la debutul în lumea literară a scriitorului Cornel Nistea, președintele Filialei Alba-Hunedoara a Uniunii Scriitorilor din România. Evenimentul a avut loc în cadrul proiectului Cafeneaua Culturală – Aniversări Culturale și a fost organizat de către Consiliul Județean Alba și Biblioteca Județeană „Lucian Blaga” Alba, în parteneriat cu Filiala Alba-Hunedoara a Uniunii Scriitorilor din România și cu Centrul Cultural „Liviu Rebreanu” din Aiud.
În mai 2021, în cadrul interviurilor Bibliotecii Județene „Lucian Blaga” Alba, scriitorul Cornel Nistea, președintele Uniunii Scriitorilor din România, Filiala Alba – Hunedoara, este invitatul special al lui Daniela Floroian într-un lung interviu despre viața și activitatea scriitorului, publicat pe canalul YouTube al instituției.
În anul 2024 primește titlul de „Cetățean de onoare al Municipiului Alba Iulia” prin hotărârea Consiliului Local Nr. 362 din data de 17.10.2024.

## Cariera literară (cronologie)
Debutează în anul 1979 în revista Vatra din Târgu Mureș cu proză scurtă.
Debutează editorial cu volumul de nuvele și povestiri Focuri în septembrie, apărut în anul 1984 la Editura Cartea Românească, drastic subțiat de cenzură, dar bine primit de critica literară. După referatul negativ al cenzurii, cum că ar scrie literatură dușmănoasă, și cele câteva atenționări din partea unui procuror, a unui activist UTC și a unui inspector din Consiliul Culturii, trăiește un moment de inhibiție de 7-8 ani, scrie puțin și nu mai publică în revistele literare. Abia după 1989, odată cu apariția la Alba Iulia a revistei Discobolul, reîncepe să scrie și să publice.
- În anul 2000 îi apare romanul epistolar Inocența Șarpelui.

- În 2004  îi apar la Editura „Context” din Cluj-Napoca volumul de proză  Papagalii mei adorați și Colonia de vulturi, Editura Teognost, Cluj-Napoca.

- În 2005 tipărește la Editura Teognost din Cluj-Napoca traducerea în limba franceză a romanului epistolar Inocența Șarpelui (L'innocence du Serpent, traducerea Elena Soare).

- În 2008 îi apare romanul Ritualul bestiei, subintitulat Amintiri din  șezlongul albastru, Editura Teognost din Cluj-Napoca.

- În 2009 publică la Editura Teognost din Cluj-Napoca Împăratul lupilor, zece povestiri pentru copii. ISBN 978-973-7696-17-5

- În 2010 publică volumul de publicistică literară Caseta cu paradoxuri, Editura Teognost, Cluj-Napoca. ISBN 978-973-7696-20-5

- În 2012 publică la Editura Unirea din Alba Iulia romanul Întâlnirile mele cu Orlando.

- În 2013 publică la editura Emma-Books din Sebeș Jurnal 1977-1984. ISBN 978-606-8378-50-3

- În 2014 apare la Editura Casa Cărții de Știință din Cluj-Napoca volumul Cornel Nistea în opinii critice.

- În 2014 publică la Editura Casa Cărții de Știință din Cluj-Napoca volumul de proză scurtă Ultimul din Eden.

- În 2015 publică, la Editura Casa Cărții de Știință din Cluj-Napoca, volumul de proză scurtă Vânzătorul de apă colorată, care cuprinde, în cele 250 de pagini, 30 de schițe, nuvele și povestiri.

- În 2016 publică, la Editura Emma Books din Sebeș, cartea de interviuri Tragismul exilului românesc. Printre cei intervievați se numără: Bujor Nedelcovici, Gheorghe Grigurcu, Dan Culcer, Titu Popescu, Titus Bărbulescu, Ion Zubașcu, Nicolae Prelipceanu, Irina Petraș.

- În 2016 publică, la Editura Grinta din Cluj-Napoca, volumul de proză scurtă Ieri a fost duminică. Volumul cuprinde 30 de schițe, nuvele și povestiri.

- În 2017 publică, la Editura Emma Books din Sebeș cartea Însemnări critice, care cuprinde circa 300 de pagini de cronici literare și prezentări de carte publicate de-a lungul anilor în revista „Discobolul” din Alba Iulia.

- În 2019 publică, la Editura Școala Ardeleană din Cluj-Napoca, volumul de proză scurtă Iar nimic în cutia poștală. Schițe, nuvele, povestiri, carte nominalizată la Festivalul Național de Literatură din Cluj-Napoca, ediția a VI-a, pentru Marele premiu[12]. ISBN 978-606-797-380-8

- În 2020 publică, la Editura Școala Ardeleană din Cluj-Napoca, miniromanul Vedenia. ISBN 978-606-797-593-2

- În 2021 publică, la Editura Cognitiv din Alba Iulia, volumul de memorii Ultimul în spatiul arhaic. Memorii. Copilaria[13]. ISBN 978-606-95228-5-1

- În prima jumătate a anului 2022 publică, la Editura Cognitiv din Alba Iulia, trei volume de jurnal: Jurnal 2000-2012 - ISBN 978-606-95227-7-1 -, Jurnal 2013-2015 - ISBN 978-606-95227-2-1 - și Jurnal 2016-2021 - ISBN 978-606-95227-7-3.

- În iulie 2022 publică, la Editura Cognitiv din Alba Iulia, volumul de scrieri de călătorie și reportaje Călătorii utile prin orașe înfrățite. ISBN 978-606-95229-0-5

- În 2023 publică, la Editura Emma Books din Sebeș, volumul de memorialistică Anii de școală: memorii. ISBN 978-606-8845-91-3

- În 2024 publică, la Editura Școala Ardeleană din Cluj-Napoca, romanul Condamnați să trăiască. ISBN 978-630-314-119-0

Este membru al Uniunii Scriitorilor din România din anul 2003 (în urma aprobării Consiliului Uniunii Scriitorilor din 30 iunie 2003).
Din aprilie 2018, Cornel Nistea este președinte al filialei Alba-Hunedoara a Uniunii Scriitorilor din România.

## Scrieri traduse în alte limbi
- L'innocence du Serpent (Inocența șarpelui), traducerea în limba franceză de către Elena Soare, Editura Teognost, Cluj-Napoca, 2005.
- The wolves' emperor : ten stories for children (Împăratul lupilor : 10 povestiri pentru copii), traducere în limba engleză de către Luminița Huniade, Editura Teognost, Cluj-Napoca, 2011. ISBN 978-973-7696-21-2
- Roses blanches et autres contes, traducere în limba franceză de către Marcela Hădărig, Editura Risoprint, Cluj-Napoca, 2019. ISBN 978-973-53-2374-5

## Prezențe în antologii
- Prezent în antologia de proză scurtă 1971–2010 Puncte de reper, Editura Ardealul, 2011, coordonată de Kocsis Francisko.
- Prezent în antologia de proză scurtă Alertă de grad zero în proza scurtă românească actuală, Herg Benet Publishers, București, 2011 coordonată de Igor Ursenco (ISBN 978-606-92892-9-7), cu proza „Lumina și aer pentru cactuși”.
- Prezent în antologia de proză pentru copii Cartea mea frumoasă, Editura Casa Cărții de Știință, Cluj-Napoca, 2009, îngrijită de Irina Petraș.